# Петер Над
Пѐтер Над (на словашки: Peter Nagy; Прешов, 9 април 1959 г.) е словашки певец, композитор, текстописец, музикант, продуцент и фотограф.
Заедно с Рихард Мюлер, Робо Григоров, Мирослав Жбирка, Марика Гомбитова и групите „Елан“, „Металинда“, „Тийм“ и „Тублатанка“ е сред най-успешните словашки певци на 80-те и първата половина на 90-те години на XX век. Сред най-познатите му песни се нареждат Aj tak sme frajeri („И все пак сме пичове“), Láska je tu s vámi („Любовта е тук с вас“), Kristínka iba spí („Кристинка само спи“), Sme svoji („Ние сме каквито сме“), Poďme sa zachrániť („Да се спасяваме“) и други.

## Биография
Роден е в Прешов и там завършва гимназията „Ян Адам Рейман“, а след зрелостния си изпит следва философия в Университета „Павел Йозеф Шафарик“ в Кошице.
Започва да пее като изпълнител на народни песни. Първата си песен в студио записва на 17-годишна възраст. Първите му изяви са в източнословашките групи „Профили“, „Фултура“ и в групата на китариста Карел Виц. През 1980 г. държи изпит към комисията „Словконцерт“, но се проваля.
Първата му успешна песен е Profesor Indigo („Професор Индиго“). Записва я през август 1982 г. в студиото на Словашкото радио в Кошице заедно с Карел Виц, който сътрудничи с групите „Колегиум музикум“ и „Модус“. Песента е издадена през следващата година.
През 1982 и 1983 г. отбива военната си служба като вокалист на Военния ансамбъл на артистите в Братислава, където основава първата си професионална група „Индиго“. През това време получава предложението да пее с група „Модус“. Във Военния ансамбъл по същото време служи и продуцентът и композитор Юлиус Кинчек, който е и драматург на телевизионния хитпарад 5×P. Кинчек включва песента Profesor Indigo в мартенския кръг на програмата. Режисьор на заснетия към песента видеоклип, в който ролята на професора играе актьорът Андрей Хриц, е Йозеф Кайсер. Песента печели първо място, става хит на местно равнище и с нея започва успешната му певческа кариера.
През 1984 г. издава дебютния си албум Chráň svoje bláznovstvá („Пази лудостите си“). С песента Vzdávam sa ti („Предавам ти се“) отново печели в предаването 5×P, както и награда на критиката, а през 1986 г. след издаването на втория албум си Mne sa neschováš („Няма да се скриеш от мен“) печели чехословашката награда „Златен славей“ за най-добър певец на годината.
След издаването на третия албум Myslíš na to, na čo ja? („Мислиш ли си за каквото и аз?“) тогавашният началник на звукозаписната компания „Опус“ Иван Станислав му присъжда „Златен герб на „Опус“ за продадени един милион копия. Сред най-успешните песни от този албум са Láska je tu s vami („Любовта е тук с вас“) и Zákony hada („Законите на змията“), които печелят три пъти в телевизионния хитпарад Triangel („Триъгълник“).
До 1987 г. заедно с групата си „Индиго“ изнася стотици концерти, от които два разпродадени в залата на пражкия дворец „Луцерна“. От издадения през тази година албум „Ale“ („Но“) е успешен дуетът му с Йожо Раж Psi sa bránia útokom („Кучетата се пазят, като нападат“), който му носи трета победа на хитпарада Triangel, а песента Zákony hada („Законите на змията“), която три пъти печели в хитпарада 5×P. В него печели и с Až sa znova narodím („Щом се родя отново“). В края на годината записва концертния си албум Peter Nagy v Štúdiu S („Петер Над в Студио S“), по който работи с Павол Хамел и Вашо Патейдъл.
От втората половина на 80-те до края на 90-те години записва няколко албума с детски песни с цел да открие млади таланти. Първият от поредицата е Peter, Vašo a Beáta deťom („Петер, Вашо и Беата за деца“), който създава с Вашо Патейдъл и Беата Дубасова.
В началото на 90-те години води младежкото предаване Fany („Фенове“) по Словашката телевизия.
По повод 25 години от началото на творческата си дейност през 2009 г. издава двойния сборен албум Labute a havrany („Лебеди и гарвани“). Освен 12 нови песни албумът включва и концертни изпълнения, записани към радиостанцията „Радио Експрес“ на 9 март 2009 г.

## Фотография
Освен с музика се занимава и с фотография от около 2000 г. насам. За пример и вдъхновение му служат творбите на професионални фотографи като Федор Немец, Зузана Миначова и Алан Пайер, с които работи по обложките на албумите си. Има свое фотографско ателие Art Foto Nagy. Снима главно непрофесионални моделки в черно-бяло. Измежду тях има и жени от екзотични страни като Канарските острови, Коста Рика, Куба, Сингапур и Намибия. Организира изложби в Прага, Братислава и Виена. Снимките му са публикувани също и в чешката, руската и бразилската версия на списанието „Плейбой“. През 2007 г. е официален фотограф на конкурса „Мис Чехия“. През 2008 г. издава книгата си Book 1 („Книга 1“), включваща черно-бели снимки.

## Личен живот
Петер Над има от бившата си жена – преводачката Яна Надьова – син Филип. Почитател е на оф-роуда. Живее в Братислава и Прага.

## Дискография

### Студийни албуми
| - 1984 – Chráň svoje bláznovstvá - 1985 – Mne sa neschováš - 1986 – Myslíš na to, na čo ja? - 1986 – Jockey - 1987 – Peter, Vašo A Beáta deťom (съвместен албум с Вашо Патейдъл и Беата Дубасова) - 1987 – „Ale“ - 1989 – Šachy robia človeka - 1990 – Finta - 1990 – Hrajme sa na Petra - 1991 – Jamaica Rum - 1992 – Peter Nagy & deti - 1993 – Revolver & muzika - 1996 – 008 - 1996 – Peter Nagy a deti 2 - 1998 – 99 watt - 1999 – Peter Nagy a deti 3 - 2002 – Nové svetlo - 2009 – Labute a havrany - 2018 – Pianko - 2019 – Pianko 2 - 2021 – Petrolej | - 1988 – Peter Nagy v Štúdiu S - 1989 – Album: 1983 1989 - 1994 – Alboom: Best of Peter Nagy - 1996 – Extra: Best of Peter Nagy - 1997 – Extra 2: Best of Peter Nagy - 2004 – 20 roků – 20 hitů - 2006 – Duety - 2006 – Gold - 2011 – More piesní: Hity a srdcovky - 2011 – Singles (1984 1988 - 2015 – Rockmi overené |

## Признания и отличия
- 1984, 1986 – „Сребърен славей“ в анкетата „Златен славей“ на списание „Млади свет“ за певец на годината
- 1985 – „Златен славей“
- 2009 – въвеждане в Залата на славата на рока в пражкото „Хард Рок Кафе“
- 2012 – награда „Легенда на Нощното течение“ на радиостанция „Двойка“[4]